# أندرو ميلنر
أندرو ميلنر (بالإنجليزية: Andrew Milner)‏ هو أكاديمي أسترالي، ولد في 9 سبتمبر 1950 في ليدز في المملكة المتحدة.